# Cumulopuntia dimorpha
Cumulopuntia dimorpha es una especie de planta suculenta perteneciente al género Cumulopuntia, dentro de la familia Cactaceae. Es endémica de Perú. 

## Descripción
Cumulopuntia dimorpha es una especie de cactus de crecimiento bajo que a menudo se ramifica lateralmente y forma cojines laxos de hasta 30 cm de alto.
Las tallos son articulados y están formados por segmentos de forma esférica a ovoide o fusiforme. Están ligeramente tuberculados, tienen la epidermis de color verde claro (aunque a veces se torna de color rojo violáceo) y su raíz es de tipo fibrosa. Son regordetes, miden de 2,7 a 9,6 cm de largo y de 2 a 3,7 cm de diámetro. Las hojas son diminutas, suelen ser cilíndricas y se caen prematuramente. 
Sobre los tallos se asientan de 31 a 50 areolas circulares por segmento, de unos 5,5 mm de diámetro y distanciadas unas de otras de 3,7 a 11,4 mm. Contienen gloquidios amarillos de 2 a 5 mm de largo y pelos de color crema.
El número de espinas es variable, llegando a tener hasta 13 por areola, aunque a veces pueden estar ausentes. Inicialmente son de color pardo-rojizas, pero con el tiempo se tornan grises. Generalmente son rectas y miden de 0,3 a 3,3 cm de longitud.
Las flores son solitarias, apicales, diurnas y actinomorfas. Miden de 2,6 a 5,6 cm de diámetro y tienen el pericarpelo de color verde claro. Presentan areolas con hasta 4 espinas apicales, de color pardo-rojizas con las puntas amarillas y de 0,5 a 1,1 cm de largo. Los tépalos son de color amarillo y se tornan anaranjados cuando se marchitan. El androceo está formado por estambres sensitivos con anteras de color amarillo. El gineceo tiene el ovario blanquecino-verdoso y los estigmas amarillentos.
El fruto es globoso y de color amarillento o rojizo-anaranjado. Mide de 1,1 a 2,3 cm de diámetro y presenta de 16 a 26 areolas con pelos amarillentos a grises y gloquidios amarillentos. Hacia el ápice, cada areola presenta 7 espinas rectas, inicialmente pardas, más tarde grises, de hasta 1,1 cm de largo. En su interior contiene de 36 a 68 semillas globosas y de color crema. Son lisas, sin brillo y miden de 3 a 4,50 mm de largo, con una faja funicular de 0,50 a 0,81 mm de ancho.

## Distribución y hábitat
El área de distribución nativa de esta especie es Perú y crece principalmente en el bioma tropical montano. de los 1900 a 3660
Se desarrolla sobre suelos arenosos y rocosos, tanto en pendientes ligeras como moderadas. También crece bajo otras plantas de mayor porte o protegidas entre rocas. Se asocia con arbustos xerófilos (como Heliotropium arborescens, Jatropha macrantha, Euphorbia apurimacensis o Ambrosia artemisioides), otras cactáceas (como Weberbauerocereus weberbaueri, Oreocereus hempelianus, Corryocactus aureus o Corryocactus brevistylus) e incluso plantas anuales (como Aristida adcensionis, Tragus berteronianus, Bouteloua simplex o Eragrostis nigricans).

## Ecología
Cumulopuntia dimorpha florece en la estación seca, de julio a octubre, y fructifica de noviembre a enero. Sus flores son polinizadas por himenópteros (avispas), coleópteros (escarabajos), lepidópteros (mariposas) y raras veces por troquílidos (colibríes).

## Taxonomía
La primera descripción de esta especie fue como Opuntia dimorpha, publicada en 1861 por el botánico alemán Carl Friedrich Förster en la revista científica Hamburger Garten- Blumenzeitung 17: 167.
Posteriormente, los botánicos Anthony Pauca y Victor Quipuscoa colocaron la especie en el género Cumulopuntia, pasando a llamarse Cumulopuntia dimorpha y anotando estos cambios en la revista científica Darwiniana, n.s., 8: 345 en el año 2020.
Etimología
- Cumulopuntia: nombre genérico formado por dos palabras: el sustantivo latino cumulus (que significa 'cúmulo', 'montón' o 'masa amontonada') y el género Opuntia, (con el que el género tiene similitudes), haciendo referencia al crecimiento de la planta en forma de montones de tallos apilados.
- dimorpha: epíteto específico que deriva de las palabras griegas di- (que significa 'dos') y morphe (que significa 'forma'), haciendo referencia a las dos formas que pueden adoptar los segmentos de los tallos (ovoides o fusiformes).[4]

## Usos
Se cultiva principalmente como planta ornamental y su propagación se realiza a través de esquejes o semillas.